# Dyresten
Der etwa 152 Tonnen wiegende Dyresten (deutsch „Tierstein“) ist ein Findling. Er liegt zwischen Kalundborg und Rørby nahe der Straße 22 auf der dänischen Insel  Seeland.
Der Nord-Süd orientierte Granitstein ist etwa 6,0 m lang, 4,5 bis 5,2 m breit und 1,5 Meter hoch. In Spitze im Süden hat einen tiefen Riss, der von Westen nach Osten geht. Der Stein fällt nach Osten flach ab, die übrigen Seiten sind steil.

## Legende
Der Stein soll von dem Troll von Olsbjærg nach der Rørby Kirche geworfen worden sein. Es ist der gleiche Troll, der den schwarzen Stein ins Wasser vor dem Asnæs Forskov warf.